# Ménil-Gondouin
Ménil-Gondouin är en kommun i departementet Orne i regionen Normandie i nordvästra Frankrike. Kommunen ligger i kantonen Putanges-Pont-Écrepin som tillhör arrondissementet Argentan. År 2022 hade Ménil-Gondouin 157 invånare.

## Befolkningsutveckling
Antalet invånare i kommunen Ménil-Gondouin
| Referens: INSEE |